# 李旻 (成化乙未進士)
李旻（1445年—？），字仁甫，直隸真定府趙州人，錦衣衛小旗，明朝政治人物。進士出身。

## 生平
順天府鄉試第三十四名。成化十一年（1475年）乙未科會試第一百三十名，殿試登進士第三甲第九十一名。

## 家族
曾祖父李成。祖父李福盛。父李順。